# Heidelberg Materials
Heidelberg Materials (до 2022 года HeidelbergCement) — немецкая компания по производству строительных материалов, второй крупнейший в мире производитель цемента (после китайской CNBM). Штаб-квартира — в городе Гейдельберг (Германия).

## История
Основана в 1873 году.
В 1977 году Heidelberg вышла на рынок США, купив компанию Lehigh Cement Company. В 1999 году была куплена компания Scancem с операциями в северной Европе и Африке. В 2001 году была приобретена индонезийская компания Indocement. В 2007 году за 8 млрд фунтов стерлингов была куплена британская компания Hanson PLC со значительной долей на цементном рынке США.
В 2006 году были куплены контрольные пакеты акций в двух индийских производителях цемента Indorama и Mysore Cement; в 2008 году они были объединены с собственным филиалом в Индии в одну компанию.
В 2015 году была куплена итальянская компания Italcementi, производитель цемента, который кроме Италии вёл деятельность в Египте, Франции, Бельгии и ряде других стран.

## Собственники и руководство
Основным акционером компании HeidelbergCement AG является Людвиг Меркле (Ludwig Merckle) — ему принадлежит 27,67 % акций через контролируемые им компании (акции достались ему от отца, Адольфа Меркле). Остальные акции находятся в свободном обращении на Франкфуртской фондовой бирже. С 21 июня 2010 года HeidelbergCement включена в немецкий фондовый индекс DAX.
- Бернд Шайфеле (Dr Bernd Scheifele) — председатель наблюдательного совета с мая 2022 года; также возглавляет компании Phoenix Pharma (фармацевтика) и Phoenix Pharmahandel (оптовая торговля лекарствами), принадлежащие Людвигу Меркле.
- Доминик фон Ахтен (Dr Dominik von Achten, род. в 1965 году) — председатель правления с 2020 года, в правлении с 2007 года.

## Деятельность
Компания имеет производственные мощности в 50 странах; они включают 130 цементных заводов (ещё 20 в рамках совместных предприятий), 600 карьеров и 1320 предприятий по замесу бетона.
Подразделения по состоянию на 2022 год:
- цемент и клинкер — 118,8 млн т, 44 % выручки;
- бетон — 45 млн м³ бетона и 8,2 млн т асфальта, 24 % выручки;
- агрегаты (заполнители) — 293,7 млн т, 19 % выручки;
- услуги, совместные предприятия и другая деятельность — 13 % выручки.

Основные регионы деятельности:
- Западная и Южная Европа — Германия, Италия, Франция, Великобритания и др., 29 % выручки;
- Северная Америка — США и Канада, 22 % выручки;
- Азиатско-Тихоокеанский регион — Индонезия, Индия, Таиланд, Бангладеш, Бруней, 16 % выручки;
- Северная и Восточная Европа, Центральная Азия — Румыния, Россия, Польша, Казахстан, Швеция, Чехия, Болгария и др., 16 % выручки;
- Африка и восточное Средиземноморье — Египет, Марокко, Гана, Буркина-Фасо и др., 9 % выручки.

В списке крупнейших публичных компаний мира Forbes Global 2000 за 2023 год компания заняла 577-е место.

### HeidelbergCement в России
В 2006 году было основано представительство компании HeidelbergCement в России ООО «ХайдельбергЦемент Рус» с основным офисом в Москве и крупным инжиниринговым и финансовым центром в Подольске.
В России компания осуществляет управление цементными заводами «ЦЕСЛА» (город Сланцы Ленинградской области), «Строительные материалы» в городе Стерлитамаке (Башкортостан) и «ТулаЦемент» в поселке Новогуровский (Тульская область). HeidelbergCement в России также управляет цементными терминалами в Калининграде и Мурманске, а также одним песчано-гравийными карьером в Тульской области.

### HeidelbergCement в Казахстане
В Казахстане компания приобрела основной пакет акций АО «Бухтарминская цементная компания», производительность которой 1 миллион 300 тысяч тонн цемента в год.
В 2014-м году открылся новый цементный завод «КаспийЦемент» в Шетпе (Мангистауская область) в Западном Казахстане. В 2016 году завод «Шымкентцемент» вошел в состав Группы HeidelbergCement. Производственная мощность данного завода составляет 1,3 млн тонн цемента в год.

### HeidelbergCement на Украине
На Украине компания владеет цементными заводами в городах Каменское (ОАО Днепроцемент), Амвросиевка (ОАО «Стромацемент») и Кривой Рог.